# Гранична (потік)
Гранична (словац. Hraničná) — річка в Словаччині, ліва притока Попраду, протікає в окрузі Стара Любовня.
Довжина приблизно 10.8 км. Витік знаходиться в масиві Любовнянська височина (схил гори Медведелиця) на висоті близько 760 метрів. Протікає територією сіл Кремна; Граничне і Мнішек над Попрадом.
Впадає в Попрад на висоті приблизно 375 метрів.
Притоки
- праві
  - Раковец
- ліві
  - Вовчий потік
  - Олшавец